# Microsalomona pulchra
Microsalomona pulchra – gatunek prostoskrzydłego z rodziny pasikonikowatych i podrodziny miecznikowatych.

## Taksonomia
Gatunek ten opisany został po raz pierwszy w 2020 roku przez Ming Kai Tana i Tony’ego Robillarda. Opisu dokonano na podstawie parki odłowionej w 2012 roku. Jako miejsce typowe wskazano Górę Wilhelma w Górach Bismarcka w Papui-Nowej Gwinei. Epitet gatunkowy oznacza po łacinie „przystojna”.

## Morfologia
Samce osiągają 32,2 mm, a samice 29,7 mm długości ciała.
Głowa jest głównie czarna, jasnożółte są: czubek niemal haczykowatego wyrostka ciemieniowego (fastigium), dolna połowa nadustka oraz głaszczki, natomiast czułki są brązowe z czarnymi nóżkami. Czoło jest płaskie i lekko pomarszczone, pozbawione bocznych żeberek. Oczy złożone są okrągłe i słabo wystające, przyoczko środkowe jest zredukowane, a bocznych nie ma wcale. 
Przedplecze jest czarne z jasnożółtymi: prostokątną łatą na przedzie, poprzeczną łatą w tyle i dolnymi częściami płatów bocznych. Wierzch przedplecza jest dłuższy niż szeroki, szeroko wyokrąglony w paranota, o lekko wyniesionej metazonie i ściętej tylnej krawędzi. Boczne płaty przedplecza są ponad trzykrotnie dłuższe niż wysokie i mają faliste dolne brzegi. Dwa ostre kolce leżą na przedpiersiu. Śródpiersie i zapiersie są stożkowate z tępymi wierzchołkami. Pokrywy (tegminy) mają czarne komórki i jasnożółte żyłki, u samicy sięgają do środka trzeciego tergitu odwłoka, a u samca nieco go przekraczają. Na spodzie lewej pokrywy samca znajduje się prosta listewka strydulacyjna z około 72 równo rozmieszczonymi ząbkami. Odnóża mają biodra jasnożółte, uda jasnożółte z poprzecznymi czarnymi paskami na stronie zewnętrznej i czarnymi wzorkami na wewnętrznej, kolana czarne, przednie golenie czarne, środkowe golenie jasnożółte z czarną okolicą kolanową, a tylne golenie jasnożółte z czarną nasadą i czarnymi kolcami. Narządy bębenkowe na przednich goleniach są małe, słabo nabrzmiałe, szczelinowate. Płaty kolanowe mają kolce z zewnątrz i od wewnątrz.
Odwłok jest w całości jasnożółty. U obu płci dziesiąty tergit jest szeroko wykrojony, a epiprokt trójkątny. Przysadki odwłokowe samicy są walcowate i dalej zwężone ku półostrym szczytom, samca zaś szerokie i lekko do wewnątrz zakrzywione, zaopatrzone w kolce. Płytka subgenitalna samicy ma część środkową miękką, otoczoną bocznymi sklerytami z wyrostkami sterczącymi przy podstawie pokładełka. Płytka subgenitalna samca ma kształt dłuższego niż szerszego prostokąta z wciętym brzegiem tylnym i krótkimi, stożkowatymi, tępo zwieńczonymi stylikami. Genitalia samca mają fallus z parą wąskich, lekko zakrzywionych, ku szczytowi rozszerzonych titillatorów. Samica ma krótsze od tylnego uda, lekko zakrzywione dogrzbietowo pokładełko o walwach brzusznych dłuższych niż grzbietowe.

## Rozprzestrzenienie
Owad endemiczny dla Nowej Gwinei, znany tylko z masywu Góry Wilhelma w Górach Bismarcka w Papui-Nowej Gwinei. Spotykany na rzędnych od 1700 do 2200 m n.p.m.